# هيلينا اندروز
هيلينا اندروز (بالإنجليزية: Helena Andrews)‏ هي كاتِبة أمريكية، ولدت في 28 أكتوبر 1980.